# Liste der Listen der größten Unternehmen
Die Liste der Listen der größten Unternehmen listet Listen größter Unternehmen auf:
nach geografischer Lage:
- Liste der größten Unternehmen in Afrika
  - Liste der größten Unternehmen in Ägypten
  - Liste der größten Unternehmen in Kenia
  - Liste der größten Unternehmen in Marokko
  - Liste der größten Unternehmen in Namibia
  - Liste der größten Unternehmen in Nigeria
  - Liste der größten Unternehmen in Simbabwe
  - Liste der größten Unternehmen in Südafrika
- Liste der größten Unternehmen in Asien
  - Liste der größten Unternehmen in Hongkong
  - Liste der größten Unternehmen in Indien
  - Liste der größten Unternehmen in Indonesien
  - Liste der größten Unternehmen in Israel
  - Liste der größten Unternehmen in Japan
  - Liste der größten Unternehmen in Katar
  - Liste der größten Unternehmen in Kuwait
  - Liste der größten Unternehmen in Malaysia
  - Liste der größten Unternehmen im Nahen Osten
  - Liste der größten Unternehmen in Pakistan
  - Liste der größten Unternehmen in den Philippinen
  - Liste der größten Unternehmen in Saudi-Arabien
  - Liste der größten Unternehmen in Singapur
  - Liste der größten Unternehmen in Südostasien
  - Liste der größten Unternehmen in Südkorea
  - Liste der größten Unternehmen in Taiwan
  - Liste der größten Unternehmen in Thailand
  - Liste der größten Unternehmen in der Türkei
  - Liste der größten Unternehmen in den Vereinigten Arabischen Emiraten
  - Liste der größten Unternehmen in Vietnam
  - Liste der größten Unternehmen in der Volksrepublik China
- Liste der größten Unternehmen in Europa
  - Liste der größten Unternehmen in Albanien
  - Liste der größten Unternehmen in Belgien
  - Liste der größten Unternehmen in Bosnien und Herzegowina
  - Liste der größten Unternehmen in Bulgarien
  - Liste der größten Unternehmen in Dänemark
  - Liste der größten Unternehmen in Deutschland (Forbes 2000)
  - Liste der größten Unternehmen in Deutschland (weltweite Umsätze)
  - Liste der größten Unternehmen in Deutschland (Wertschöpfung)
  - Liste der größten Unternehmen in Estland
  - Liste der größten Unternehmen in Finnland
  - Liste der größten Unternehmen in Frankreich
  - Liste der größten Unternehmen in Griechenland
  - Liste der größten Unternehmen in Irland
  - Liste der größten Unternehmen in Italien
  - Liste der größten Unternehmen in Lettland
  - Liste der grössten Unternehmen in Liechtenstein
  - Liste der größten Unternehmen in Litauen
  - Liste der größten Unternehmen in Luxemburg
  - Liste der größten Unternehmen in Mittel- und Osteuropa
  - Liste der größten Unternehmen in den Niederlanden
  - Liste der größten Unternehmen in Norwegen
  - Liste der größten Unternehmen in Österreich
  - Liste der größten Unternehmen in Polen
  - Liste der größten Unternehmen in Portugal
  - Liste der größten Unternehmen in Rumänien
  - Liste der größten Unternehmen in Russland
  - Liste der größten Unternehmen in Schweden
  - Liste der grössten Unternehmen in der Schweiz
  - Liste der größten Unternehmen in Serbien
  - Liste der größten Unternehmen in der Slowakei
  - Liste der größten Unternehmen in Slowenien
  - Liste der größten Unternehmen in Spanien
  - Liste der größten Unternehmen in Tschechien
  - Liste der größten Unternehmen in der Ukraine
  - Liste der größten Unternehmen in Ungarn
  - Liste der größten Unternehmen im Vereinigten Königreich
  - Liste der größten Unternehmen in Zypern
- Liste der größten Unternehmen in Lateinamerika
  - Liste der größten Unternehmen in Argentinien
  - Liste der größten Unternehmen in Brasilien
  - Liste der größten Unternehmen in Chile
  - Liste der größten Unternehmen in Kolumbien
  - Liste der größten Unternehmen in Mexiko
- Liste der größten Unternehmen in Nordamerika
  - Liste der größten Unternehmen in Bermuda
  - Liste der größten Unternehmen in Kanada
  - Liste der größten Unternehmen in den Vereinigten Staaten
- Liste der größten Unternehmen in Ozeanien
  - Liste der größten Unternehmen in Australien
  - Liste der größten Unternehmen in Neuseeland
- Liste der größten Unternehmen der Welt

nach Wirtschaftszweig z. B.:
- Liste der größten Automobilzulieferer
- Liste der größten Banken der Welt
- Liste der größten Banken in Deutschland
- Liste der größten Bauunternehmen
- Liste der größten Brauereien
- Liste der größten Chemieunternehmen
- Liste der größten Einzelhandelsunternehmen
- Liste der größten Fluggesellschaften
- Liste der größten Fluggesellschaften Afrikas
- Liste der größten Geflügelschlachtunternehmen in Europa
- Liste der größten Unternehmen der Fleischwirtschaft in Deutschland
- Liste der größten Fußballklubs
- Liste der größten Hotels
- Liste der größten Kraftfahrzeughersteller
- Liste der größten Medizintechnikunternehmen
- Liste der größten Molkereiunternehmen
- Liste der größten Private-Equity-Unternehmen
- Liste der größten Stahlhersteller
- Liste der größten Versicherer der Welt
- Liste der größten Versicherungen in Deutschland nach Beitragseinnahmen